# Ratpenat frugívor de Rosenberg
El ratpenat frugívor de Rosenberg (Dermanura rosenbergi) és una espècie de ratpenat de la família dels fil·lostòmids. Viu a altituds d'entre 0 i 1.000 msnm a Colòmbia i l'Equador. El seu hàbitat natural són els boscos humits tropicals de plana de Chocó. Està amenaçat per la desforestació massiva del seu medi. Anteriorment era considerat una subespècie del ratpenat frugívor glauc (D. glauca).